# Graepel Hugó-féle Malomépítészeti, Gép- és Rostalemezgyár Rt.
A Graepel Hugó-féle Malomépítészeti, Gép- és Rostalemezgyár Rt., röviden csak Graepel Hugó Gépgyára megszűnt, és el is bontott nagyipari létesítmény volt Budapest XIII. kerületében.

## Története
A gyárat Brogle József építtette 1882-ben a mai Váci út 40-46. – Kresz Géza utca 55. – Victor Hugo. 2/b.-4. alatti telken. A gyár épületeit Bachmann Károly tervezte.
Később a gyár Graepel Hugó Gépgyára néven működött. A második világháború után a család feje Németországban rekedt, és Wilhelmshavenben megalapította az új Graepel gyárat. Napjainkban a gyár perforált lemezeket állít elő.
A Kresz Géza utcai – Victor Hugo utcai oldalakon álló épületet (asztalos-, kovács- és gépműhely) az 1960-as években bontották el.
A Váci úti oldalon egy neoreneszánsz stílusú lakóház-üzemi épület maradt meg napjainkig. 2023 decemberi hírek szerint hamarosan ez az épület is ingatlanfejlesztéseknek fog áldozatul esni.

## Régi térképeken
- 1903-as térképábrázolás

## Képtár

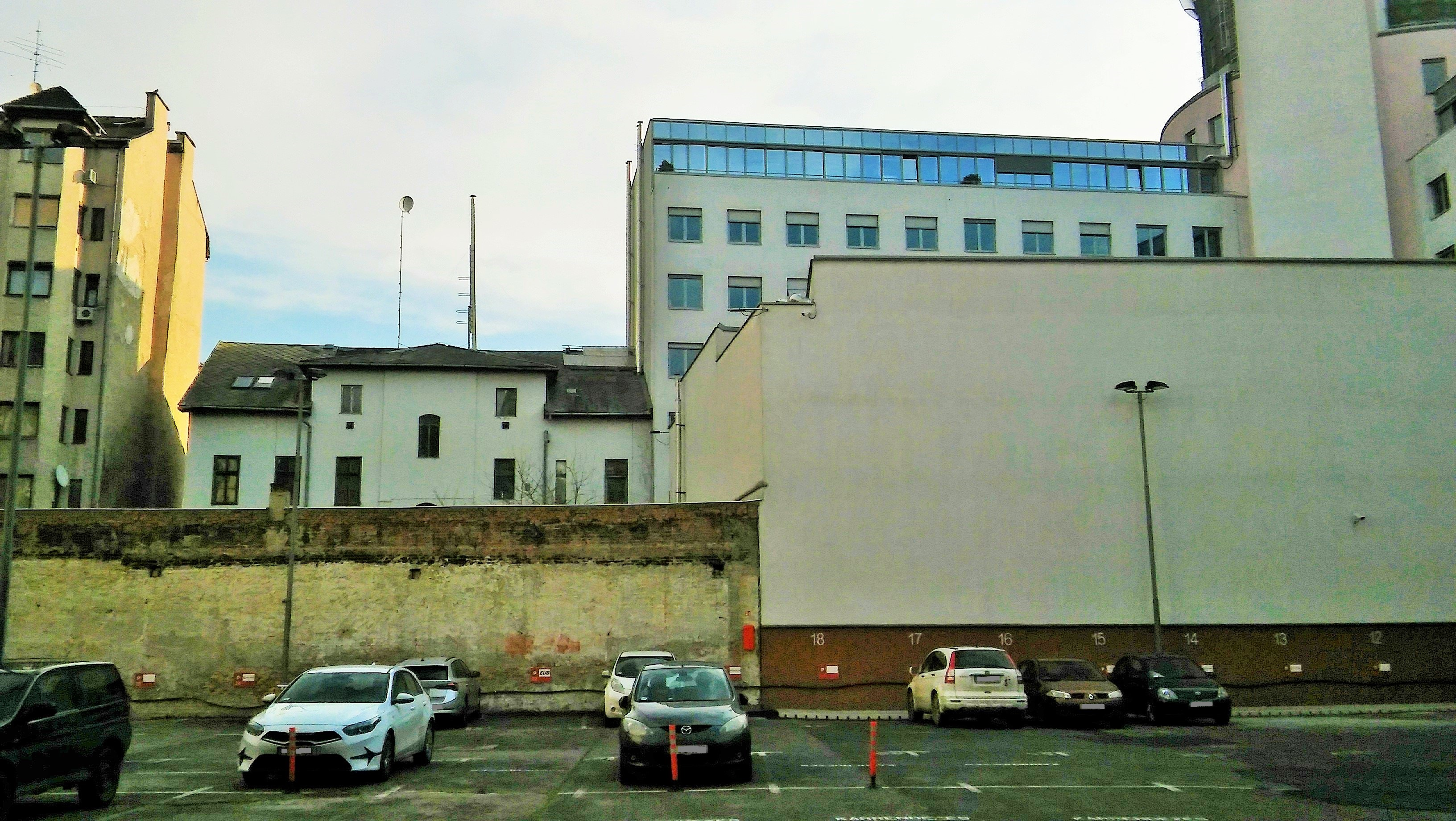
a megmaradt üzemi épület a Kresz Géza utca felől
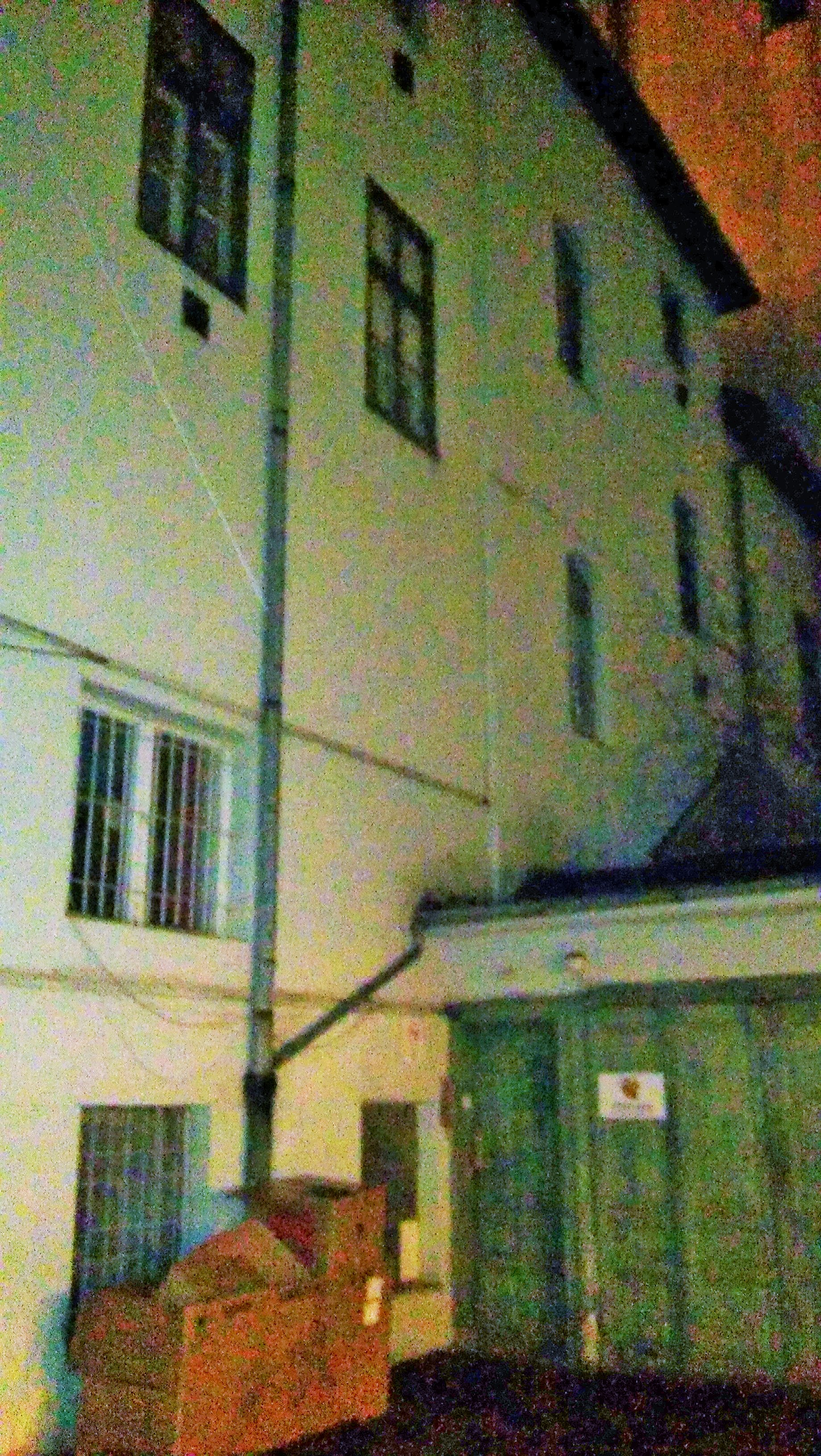
a megmaradt üzemi épület a belső udvar felől

## Egyéb irodalom
- Graepel Hugó képes árjegyzéke gőzmozdonyok, cséplőgépek, gazdasági malomberendezések, gazdasági gépek, valamint a malom, gépészeti és mezőgazdászati forgalomhoz szükségelt szerszámok és eszközökről, Marshall Sons & Co. Lmtd., Budapest, 1891